# Nicolae Dimo

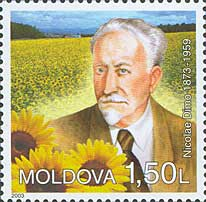
Imaginea lui Nicolae Dimo pe o marcă poștală din Republica Moldova

Nicolae Dimo (n. 1873, Orhei – d. 1959, Chișinău) a fost un specialist moldovean în domeniul pedologiei și eroziunii solului, care a fost ales ca membru titular al Academiei de Științe Agricole a URSS.
Și-a făcut studiile la Școala Reală din Chișinău (1894) și la Institutul Agricol de Silvicultură din Novo-Aleksandrovsk (1902).
Între anii 1946-1959 a fost profesor la Universitatea de Stat a Moldovei.
La data de 16 februarie 1953, academicianul Nicolae Dimo, membru al Academiei de Științe Agricole a URSS, a fost numit ca director al noi-înființatului Institut de Pedologie, Agrochimie și Ameliorare a Filialei Moldovenești a Academiei de Științe a URSS, în baza secțiilor de agrochimie, microbiologie a solului și a stației de eroziuni.
Numele lui Nicolae Dimo îl poartă o stradă din municipiul Orhei, din sectorul Rîșcani al orașului Chișinău și o stradă a orașului Durlești.